# Jorrit Bergsma
Jorrit Bergsma (* 1. února 1986 Oldeboorn, Frísko) je nizozemský rychlobruslař a maratonský bruslař.
Ve rychlobruslařském Světovém poháru debutoval na podzim 2010, kdy začal startovat na dlouhých tratích. V následující sezóně již byl v celkovém pořadí SP na tratích 5000/10 000 m třetí, v závodech s hromadným startem skončil celkově druhý. V březnu 2012 se premiérově zúčastnil Mistrovství světa na jednotlivých tratích, kde získal na nejdelší distanci 10 km stříbrnou medaili. V sezóně 2012/2013 Světového poháru zvítězil v konečném pořadí na dlouhých tratích, podílel se na prvenství nizozemského týmu ve stíhacím závodě družstev a také zvítězil v celkovém bodování Světového poháru v rámci Grand World Cupu. Na Mistrovství světa na jednotlivých tratích 2013 vybojoval v závodě na 5 km stříbrnou medaili a dvojnásobnou distanci vyhrál. Startoval na Zimních olympijských hrách 2014, kde získal bronzovou medaili na trati 5000 m a stal se olympijským vítězem na distanci 10 000 m. V sezóně 2013/2014 obhájil prvenství v celkovém pořadí Světového poháru na dlouhých tratích i v závodech družstev. Z MS 2015 si přivezl zlatou medaili ze závodu na 10 km a stříbrnou medaili z poloviční trati. Třetího vítězství ve Světovém poháru na tratích 5 km a 10 km dosáhl v ročníku 2014/2015. Na světovém šampionátu 2016 vybojoval stříbro na distanci 5000 m, téhož výsledku dosáhl o rok později na tratích 5 km a 10 km. V roce 2017 také zvítězil s nizozemským týmem ve stíhacím závodě družstev. V sezóně 2016/2017 vyhrál v celkové klasifikaci Světového poháru na dlouhých tratích a rovněž ve stíhacím závodě družstev. Na Zimních olympijských hrách 2018 získal v závodě na 10 000 m stříbrnou medaili. Z Mistrovství světa na jednotlivých tratích 2019 si přivezl z desetikilometrové distance zlato a na MS 2020 vyhrál závod s hromadným startem. Na MS 2021 si na trati 10 000 m dobruslil pro stříbrnou medaili. Z evropského šampionátu 2022 si přivezl stříbrnou medaili z distance 5 km. Startoval na ZOH 2022 (5000 m – 5. místo, 10 000 m – 4. místo, hromadný start – 9. místo).
V roce 2014 získal cenu Oscara Mathisena.
V květnu 2015 se oženil s rychlobruslařkou Heather Richardsonovou.